# Etzweiler

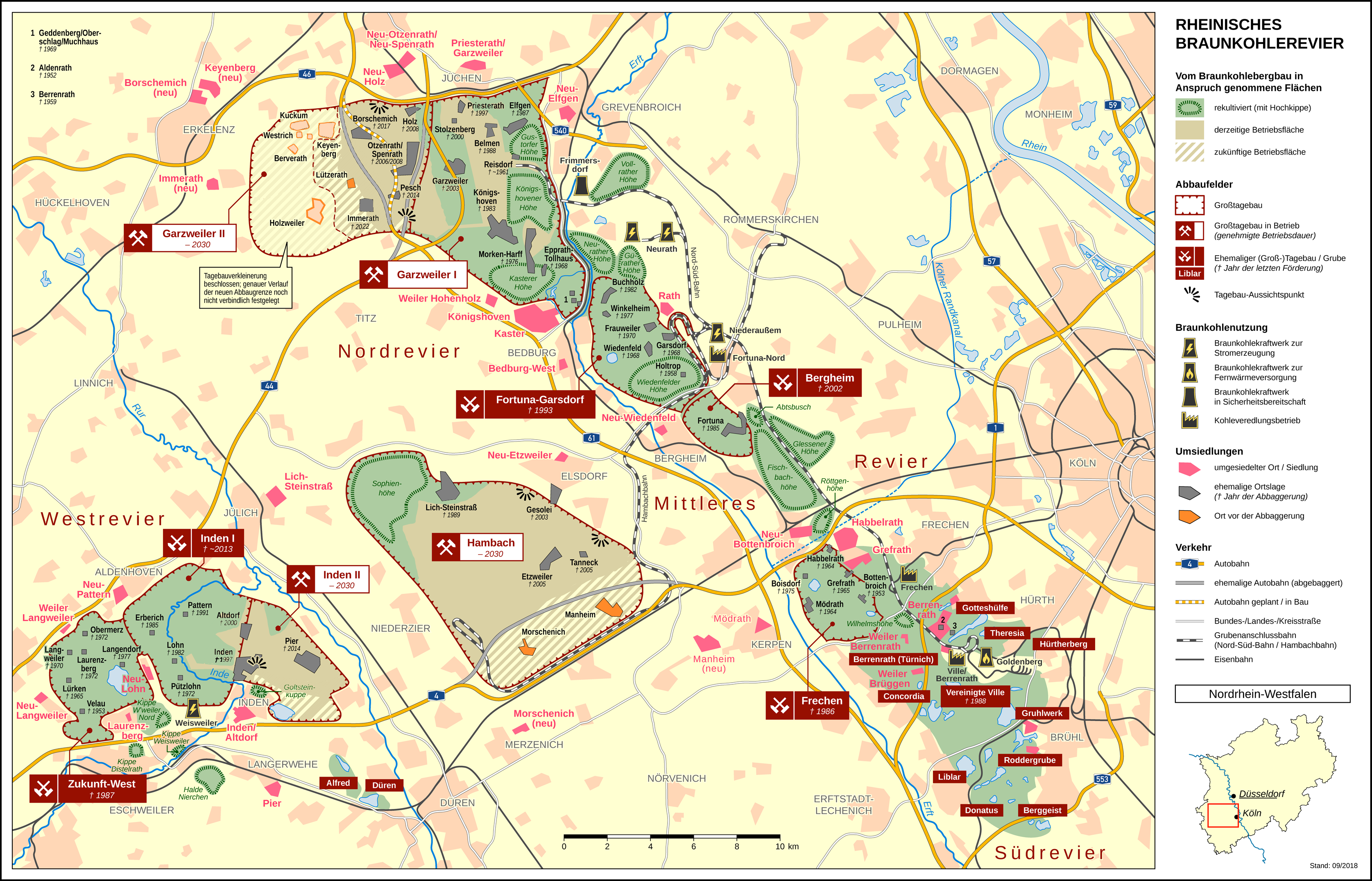
Localizzazione di Etzweiler

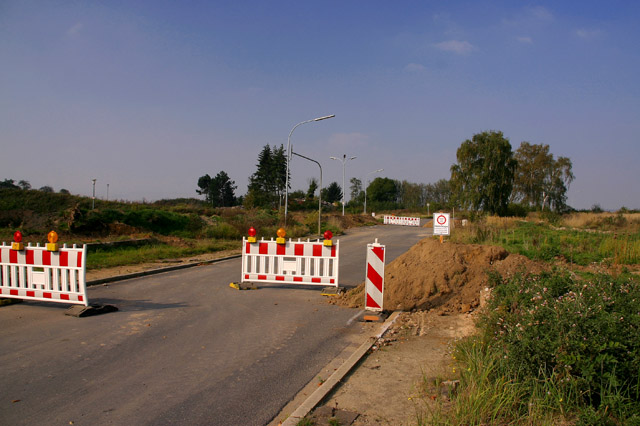
Sbarramenti all'ingresso del centro abitato

Etzweiler era una frazione di Elsdorf, nel land tedesco della Renania Settentrionale-Vestfalia. 
Nell'inverno del 2006 il villaggio è stato completamente demolito per far posto alla miniera di superficie di lignite chiamata Tagebau Hambach. Gli ultimi dei circa 1 000 abitanti originari del villaggio sono stati ridislocati dalla RWE Power a Neu-Etzweiler, a nord di Elsdorf.
Il villaggio era localizzato sulla strada statale 276 tra Elsdorf a nord e Buir (una frazione di Kerpen) a sud. A sud e ovest del centro abitato si estendeva un'ampia area forestale, il Bürgewald, divenuta simbolo della protesta contro l'estrazione della lignite e sede di numerose manifestazioni per la riduzione di energia tramite carbone a favore delle energie rinnovabili.